# Nome du Sceptre

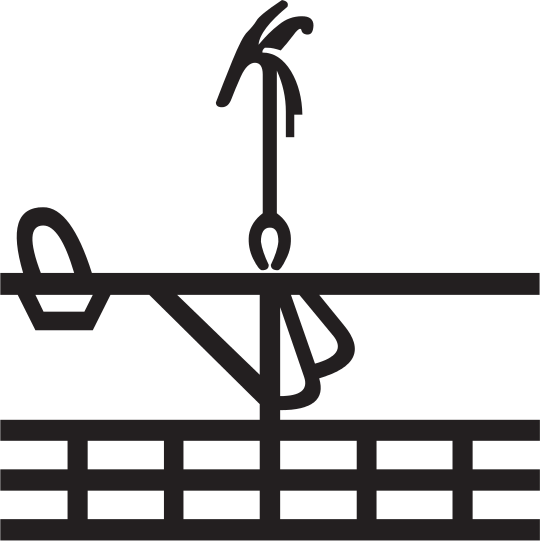
Hiéroglyphe symbole du Nome.

Le nome du Sceptre (Wȝs.t) est l'un des 42 nomes (division administrative) de l'Égypte antique. C'est l'un des vingt-deux nomes de la Haute-Égypte et il porte le numéro quatre.

## Géographie
Ce nome faisait près de 31 km de long selon la liste des nomes de Sésostris Ier. Le nome était situé entre le nome de la Forteresse (3e) au sud et le nome des Deux Divinités (5e) au nord,.

## Histoire

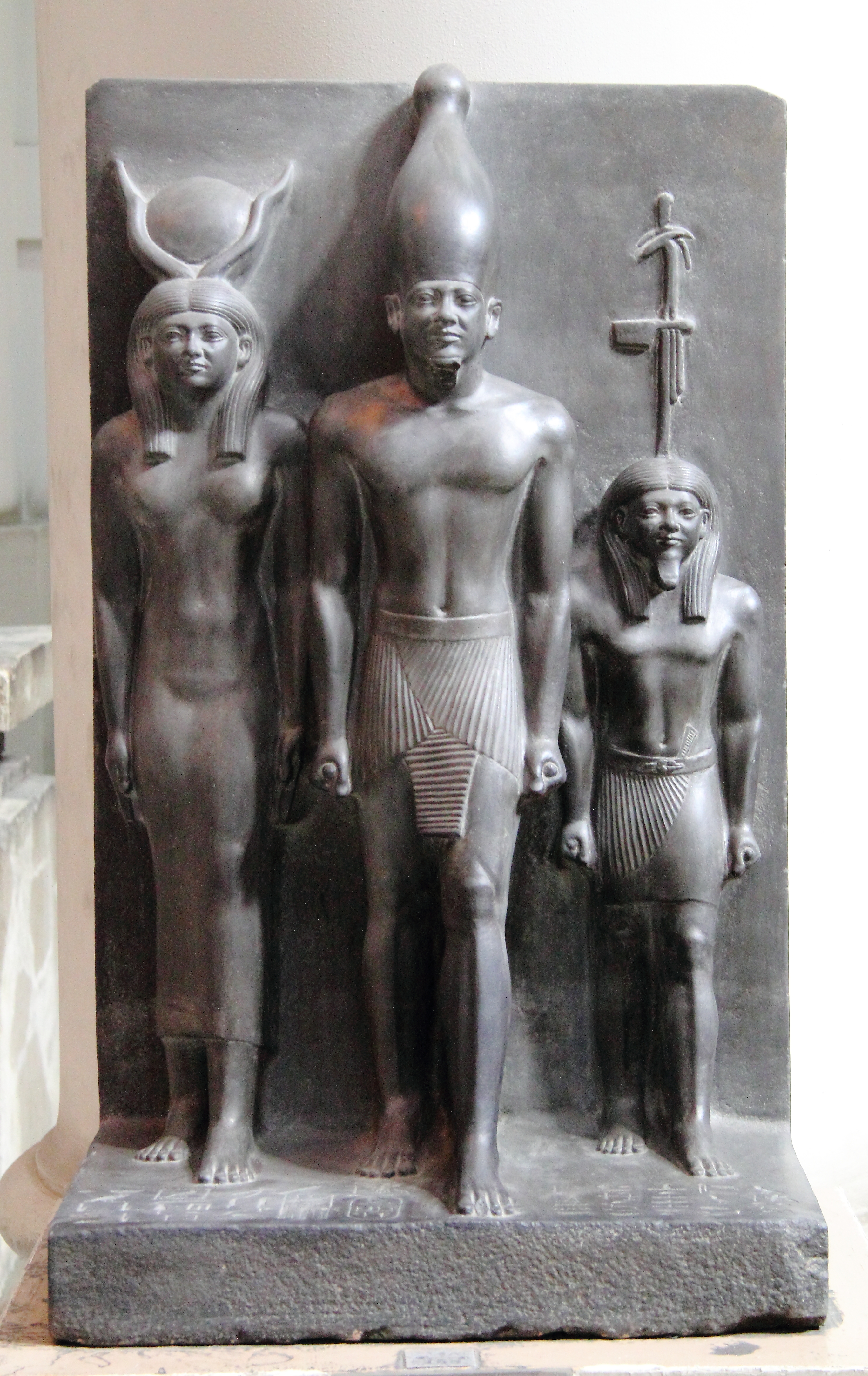
Triade de Mykérinos avec à droite la personnification du nome du Sceptre.

Le nome est habité depuis les temps les plus anciens, comme l'attestent le matériel paléolithique et néolithique découvert à Thèbes-Ouest, notamment à El-Tarif. Du matériel prédynastique a également été découvert à El-Tarif, Dra Abou el-Naga, Deir Chelouit et au Ramesséum. Si un temple en calcaire, donc probablement commandité par la royauté, est attesté à Gebelein dès la fin de la IIe dynastie ou du début de la IIIe dynastie, le nome ne semble pas d'une grande importance politique au début de l'histoire égyptienne, il n'est en effet attesté que sur quelques éléments : peut-être un sceau de Khâsekhemouy, l'une des triades de Mykérinos (JE 40678), la liste des nomes du temple solaire de Niouserrê et, mentionné avec les six autres nomes les plus méridionaux, les décrets I et M de Coptos de la VIIIe dynastie. Il semble cependant que le nome prenne de l'importance autour de Thèbes à partir de la fin de la Ve dynastie : si les premières tombes en brique crue se trouvent à El-Tarif, un vase au nom de Pépi Ier et une boîte en ivoire au nom de Mérenrê Ier ont été découverts dans deux tombes de Gournah, tandis que cinq tombes rupestres datées de la VIe dynastie et du début de la Première Période intermédiaire ont été découvertes à El-Khokha : trois de nomarques (Ihy, TT186 ; Khenty, TT405 ; Ounasânkh, TT413), un trésorier du dieu (Seniqer, TT185) ainsi que Khenou (tombe non numérotée).
À partir de la fin de la Première Période intermédiaire, Thèbes commence à devenir l'une des villes les plus importantes du pays. La dynastie régnante alors commence à prendre le pas, petit à petit, sur l'ensemble des nomes méridionaux puis réunifia l'Égypte entière sous Montouhotep II, faisant de Thèbes la capitale de l'Égypte unifiée pour la première fois. Les rois de la dynastie commencèrent alors à construire sur plusieurs sites du nome : sur le site alors vierge de Karnak avant même la réunification puis Gebelein, Hermonthis, Tôd et Soumenou ; la nécropole thébaine accueillit quant à elle les tombes royales de la dynastie (El-Tarif puis Deir el-Bahari). Les rois de la XIIe dynastie, s'il déplacèrent la capitale à Licht, continuèrent de développer les temples et même d'en construire un nouveau à Médamoud sous le règne de Sésostris III. Au cours de la Deuxième Période intermédiaire, Thèbes redevint un capitale, à nouveau d'un royaume divisé.
À partir du Nouvel Empire, Thèbes sera embellie comme rarement une autre ville a été embelli au cours de l'histoire égyptienne. De nombreux monuments couvrirent alors Thèbes-Est comme Thèbes-Ouest. Le nome sera alors le plus riche d'Égypte pendant tout le Nouvel Empire, et ce malgré le déplacement de la capitale, d'abord à Akhetaton, puis Memphis puis Pi-Ramsès. Thèbes resta la capitale d'une Égypte à nouveau divisée pendant la Troisième Période intermédiaire. Par la suite, pendant la Basse Époque, le nome semble délaissé, le centre de gravité politique s'étant définitivement déplacé vers le delta. Enfin, il faut attendre la période gréco-romaine pour voir le développement de plusieurs sanctuaires en remplacement ou remaniement de sanctuaires plus anciens ; toujours est-il que le nome reste peu significatif sur le plan politique. Cependant, la région connut de gros troubles et révoltes pendant la période ptolémaïque, dont la grande révolte thébaine entre -205 et-186 et une seconde entre -88 et -85. À partir du IVe siècle, avec l'essor du christianisme, les temples sont petit à petit abandonnés, le temple d'Amon à Louxor se transformant même en camp militaire en 301/302.

## Divinités locales
Plusieurs divinités étaient vénérées dans ce nome, et ce depuis les temps les plus anciens. En effet, un bloc de calcaire découvert à Gebelein (Per-Hathor en ancien égyptien), ainsi qu'un second aujourd'hui au Musée égyptien du Caire sans provenance connue mais attribué par similarité au même édifice, provenait d'un temple dédié à Hathor ; ces blocs sont datés de la fin de la IIe dynastie ou du début de la IIIe dynastie. Ce temple sera reconstruit et remanié à plusieurs reprises jusqu'à la période romaine, faisant de Hathor la déesse principale de Gebelein. Il est à noter qu'Anubis portait le titre de « Seigneur de la Terre Blanche », le reliant à la région de Gebelein. Concernant Hathor, une chapelle datée de Séthi Ier puis un temple daté de la période ptolémaïque lui étaient également dédiés à Deir el-Médineh, à l'ouest de Thèbes.
Un autre temple de la période thinite a été découvert sur ce un lieu nommé Le mont Thot (c'est-à-dire la « colline de Thot »). Sur ce temple a été construit par Montouhotep III un autre temple en l'honneur d'Horus.
Cependant, la principale divinité de la région thébaine était Amon, accompagné de sa parèdre Mout et de leur fils Khonsou. Plusieurs lieux étaient consacrés à Amon ou la triade : 
- Karnak : un immense temple en l'honneur d'Amon, plus précisément en l'honneur d'Amon-Rê se trouvait à Karnak[27] ; ce temple, ceint d'une grande enceinte, était d'ailleurs accompagné de plusieurs autres plus petits sanctuaires, dont celui de son fils Khonsou[28] ; la déesse Mout possédait également un grand temple à l'intérieur d'une enceinte juste au sud de celle d'Amon-Rê ; à l'intérieur de cette enceinte se trouvait également un autre temple de Khonsou[29] ; Karnak a commencé au plus tard à être un lieu sacré sous la XIIe dynastie et continua d'être embelli tout au long de l'histoire égyptienne jusqu'à la période gréco-romaine[30],
- Louxor : un temple plus au sud, appelé régulièrement aujourd'hui « temple de Louxor », était consacré à la triade thébaine qui gagnait le temple lors de la fête d'Opet ; ce temple date principalement des règnes d'Amenhotep III et Ramsès II[31],
- Médinet Habou : un temple, daté du début de la XVIIIe dynastie, appelé temple de Djémé, se trouvait dans l'enceinte du temple de millions d'années de Ramsès III à Médinet Habou[32],
- Malqata : un temple d'Amon avait été constuit sous le règne d'Amenhotep III dans son palais de Malqata[33],
- Deir el-Médineh : un temple d'Amon construit sous le règne de Ramsès II près du village des artisans et des temples d'Hathor et d'Amenhotep Ier[34],
- Deir el-Bahari : un temple en l'honneur d'Amon-Rê et Amon-Kamoutef construit à la fin du règne de Thoutmôsis III[35]

L'un des grands dieux de la région était Montou, qui est connu par quatre grands temples :
- un temple à Médamoud est attesté de l'Ancien Empire à la période ptolémaïque[36] ; le temple ptolémaïque était dédié à la triade formée par Montou, sa parèdre Râttaouy et leur dieu-fils Harpocrate[37],
- un temple à Karnak-Nord attesté du Moyen Empire à la période ptolémaïque ; le temple actuel, construit principalement par Amenhotep III puis remanié jusqu'à période ptolémaïque, et était dédié à Montou-Rê, tandis que l'enceinte abritait également un petit temple dédié à Harparê ainsi qu'un second dédié à Maât[38],[39],
- un temple à Hermonthis est attesté de la XIe dynastie à la période romaine[36] (un temple plus ancien, en brique crue et daté de la période thinite, existait déjà sur le site mais il n'est pas certain que Montou y était le dieu vénéré[40]) ; le dernier temple, construit de la XXXe dynastie à la période romaine[41], était dédié à la triade formée par Montou et ses parèdres Iounyt et Tenenet[42],
- un temple à Tôd est attesté de la Ve dynastie à la période ptolémaïque[36] ; le dernier temple est daté de la période ptolémaïque, avec une chapelle à barque datée du Nouvel Empire[43].

Assimilé au dieu Montou, le taureau Boukhis était vénéré à Médamoud, Karnak-Nord, Hermonthis et Tôd. Il est probable qu'un seul taureau existait à la fois et qu'il était transporté de temple en temple de manière régulière.
La ville de Soumenou avait un temple de Sobek depuis au plus tard la XIe dynastie, d'où il était peut-être originaire avant de devenir le grand dieu du Fayoum pendant la XIIe dynastie, « Sobek de Soumenou » étant supplanté par « Sobek de Shédyt » à partir d'Amenemhat III.
À Deir el-Médineh, en plus d'Hathor déjà mentionnée, la déesse Mertseger était vénérée en tant que déesse qui veille sur la nécropole thébaine ; cette déesse était la personnification de la Cime surplombant la Vallée des Rois. Son culte, attesté dès le début du Nouvel Empire, diminua à la fin de cette période car la nécropole, soumise à des pillages intenses, n'était plus utilisée pour les tombes royales. 
À l'intérieur de l'enceinte d'Amon-Rê à Karnak, plus précisément dans sa partie nord, se trouvait un temple en l'honneur de Ptah, le grand dieu de Memphis. Ce temple, construit pour la première fois au plus tard pendant le Moyen Empire, a été reconstruit par Thoutmôsis III et remanié et agrandi pendant la période ptolémaïque.
À l'intérieur de l'enceinte d'Amon-Rê, un temple en l'honneur de la déesse Opet et d'Osiris considéré comme son fils se trouve juste à côté de celui dédié à Khonsou. Une chapelle d'Osiris a également été construite à l'intérieur de l'enceinte de Montou à Karnak-Nord.
Un petit temple d'Isis se trouvait à un peu plus de 3 km au sud de Médinet Habou, sur le site nommé Deir Chelouit, et a été construit pendant la période romaine.
À côté du temple d'Hathor à Deir el-Médineh, un autre temple en l'honneur du roi Amenhotep Ier avait été construit au Nouvel Empire, ce roi étant devenu une figure cultuelle importante pour les habitants de ce village.
À l'est de l'enceinte d'Amon-Rê à Karnak, le roi Akhenaton construisit trois sanctuaires en l'honneur d'Aton, sanctuaires qui seront arasés peu après la mort du roi.

## Lieux principaux
- Gebelein
- Naga Aoulad Dahmash
- Soumenou
- Tôd
- Hermonthis
- Thèbes :
  - rive est :
    - Karnak
    - Louxor (Temple d'Amon)

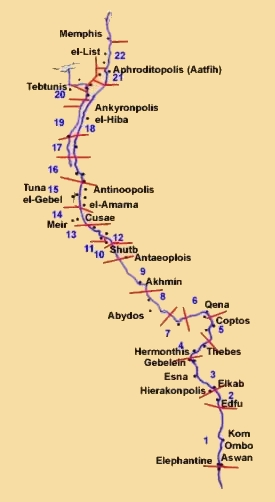
Les nomes de Haute-Égypte

  - rive ouest (nécropole thébaine) :
    - Deir el-Bahari
    - Nag Kôm Lolah
    - Médinet Habou
    - Thoth Hill
    - Deir Chelouit
    - Aton
    - Malqata
    - Cheikh Abd el-Gournah
    - Deir el-Médineh
    - Dra Abou el-Naga
    - El-Assasif
    - Gournet Mourraï
    - El-Khokha
    - El-Tarif
    - Vallée des Rois
    - Vallée des Reines
    - Valley of the Three Pits
    - Valley of the Rope
    - Ouadis occidentaux
    - Ouadi Bairiya
- Médamoud
- Sega (non localisée avec certitude)